# نورمان هولمز بيرسون
نورمان هولمز بيرسون (بالإنجليزية: Norman Holmes Pearson)‏ هو ناقد أدبي وصحفي وكاتب أمريكي، ولد في 13 أبريل 1909 في غاردنر في الولايات المتحدة، وتوفي في 5 نوفمبر 1975.